# Centro de Estudios Urbanos y Ambientales - urbam EAFIT
urbam EAFIT (fundada como Centro de Estudios Urbanos y Ambientales en 2010, en Medellín, Colombia) es un centro de formación, investigación y proyección que hace parte de la Universidad EAFIT, social fundado por Juan Luis Mejia Arango, Alejandro Echeverri, Jorge Giraldo y Michel Hermelin Arbaux. 
La idea de sus fundadores era crear un centro donde pudiesen confluir diversos actores provenientes de una variedad amplia de sectores e ideologías, para desarrollar conversaciones pendientes en torno a temas de ciudad. Su sede, la casa manigua o casa urbam, está ubicada en el barrio Aguacatala 2, cerca a la Estación Aguacatala del Metro de Medellín.

## Historia

### 2010
Juan Luis Mejía Arango, rector de EAFIT, invita a Alejandro Echeverri a fundar el Centro de Estudios Urbanos y Ambientales.

### 2014
Ingresa la primera cohorte de la Maestría en Procesos Urbanos y Ambientales.

### 2020
En enero de 2020 se da apertura oficial al Pregrado en Diseño Urbano y Gestión del Hábitat.

### 2021

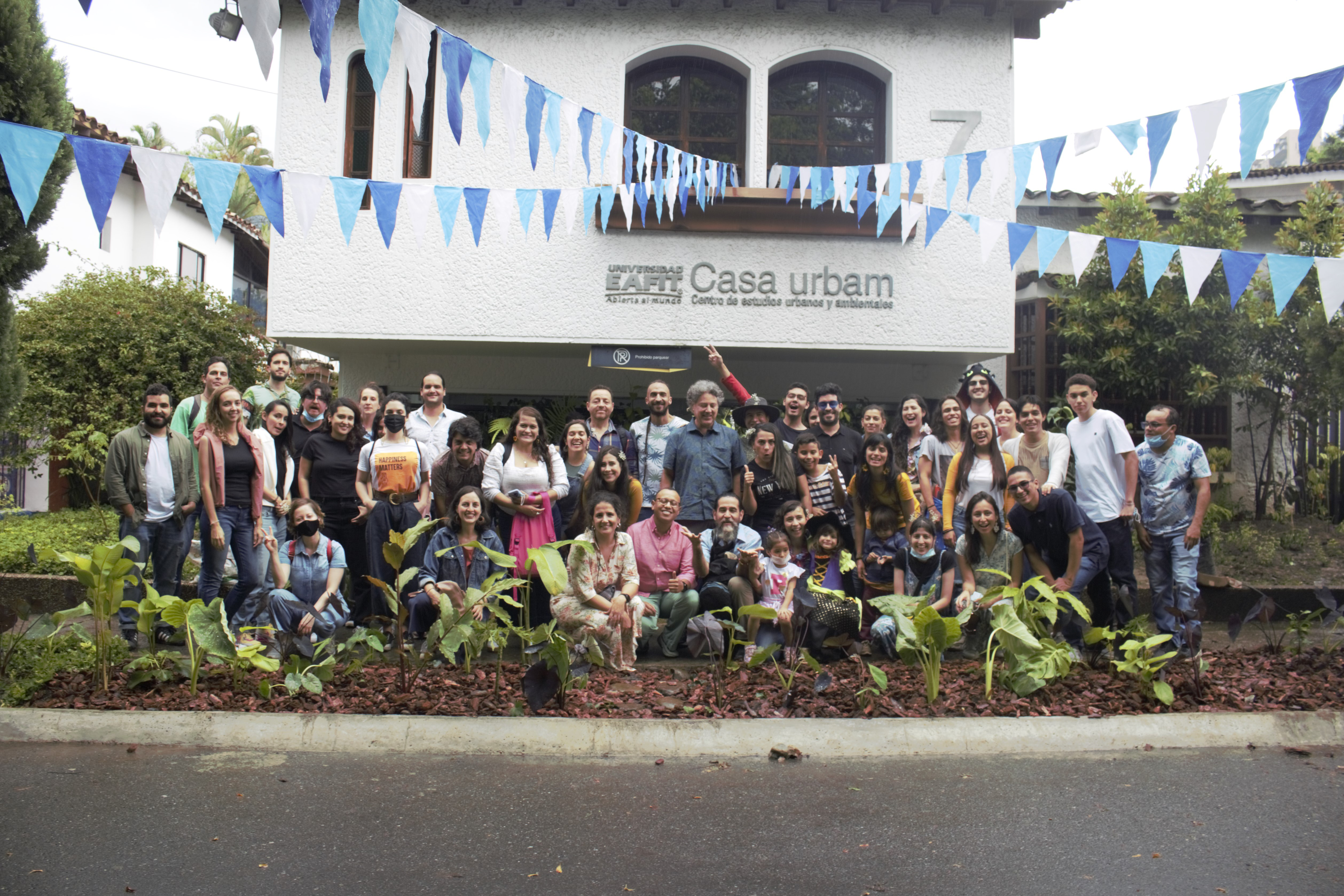
Participantes de la celebración de los 10 años del centro.

En octubre del 2021, con motivo de una celebración aplazada del 10° aniversario del Centro, se llevó a cabo una transformación espacial de la Casa Urbam. En este rediseño de la casa se desarrollaron una serie de talleres, conversaciones y espacios de cocreación cuyo resultado fue la Casa Manigua: una versión renaturalizada de la sede, buscando ser un núcleo de biodiversidad. En el marco de este evento, el Jardín Botánico de Medellín le obsequió al Centro una plántula de Calliandra Medellinensis o Carbonero Antioqueño, un árbol endémico del Área Metropolitana. La siembra del árbol fue un evento abierto al que asistió la directora del Jardín, Claudia Lucía García

### 2022
Los representantes estudiantiles del pregrado de Ciencias Políticas y de Diseño Urbano y Gestión del Hábitat fundan, junto a la profesora Natalia Castaño, el semillero en Urbanismo, Medio Ambiente y Sociedad, URBYS.

## Áreas de trabajo

### Urbanismo y paisaje

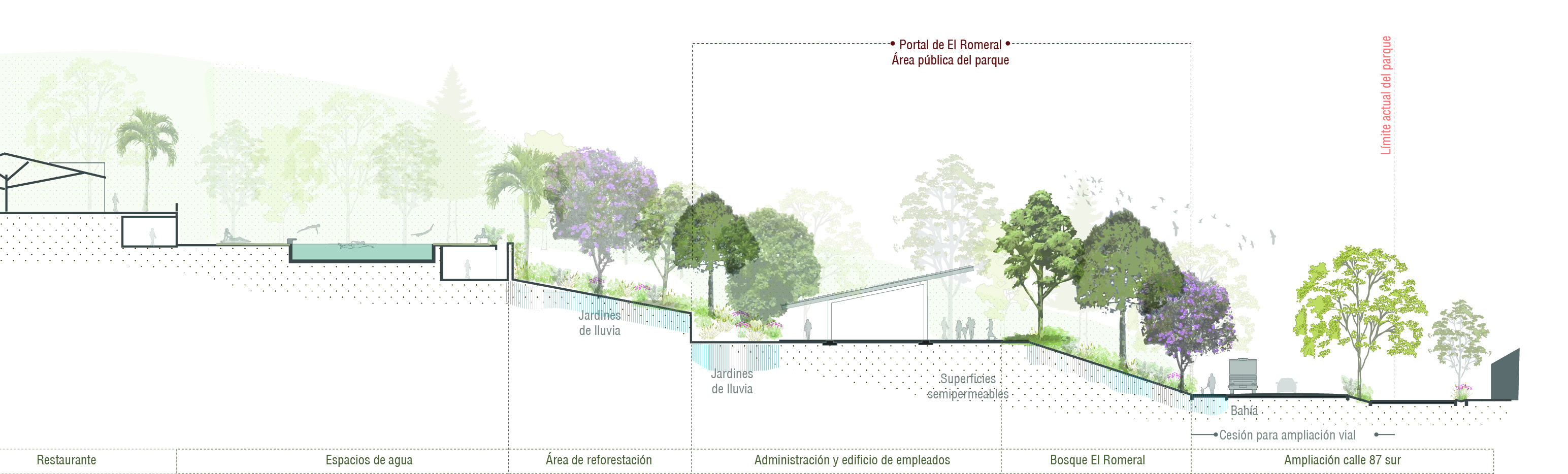

Es en el diseño y la planeación urbana donde converge un tejido inmenso de relaciones sociales, económicas, culturales, ambientales, entre otros. Por eso urbam se encarga de ser un puente entre lo urbano y lo ambiental, generando espacios de relación entre el ser humano y la naturaleza, pero siempre bajo la lógica social, del bien común de las ciudades.

### Medio Ambiente y Ecología Urbana
En las ciudades ya no es posible hablar de ecología y el desarrollo urbano como ejes separados, las ciudades de hoy en día necesitan de una fusión o de un apoyo mutuo de estas dos disciplinas. La ecología urbana se basa en identificar, trabajar y minimizar los impactos socio-ecológicos que se viven en el territorio, es por eso que centros como urbam se encargan de poner estas problemáticas sobre la mesa para desarrollar proyectos en pro del medio ambiente.

## Programas académicos

### Maestría en Procesos Urbanos y Ambientales
La Maestría en Procesos Urbanos y Ambientales fue fundada en 2014. La metodología del posgrado propone una mirada crítica a experiencias concretas que se han dado en diferentes territorios, especialmente en la región de Antioquia. El énfasis del programa son los estudios transdisciplinares y los territorios emergentes. Casos de estudio han sido la zona nororiental de la ciudad, el centro de Medellín, el barrio Bello Oriente, entre otros.
Además, estudia el período en el cual se introdujeron los mecanismos de gestión participativos, trabajos transdisciplinarios, espacios de mediación, construcción de ciudadanía, fortalecimiento de instituciones locales y confianza en lo público. La maestría aborda procesos y proyectos complejos en contextos urbanos y territoriales, particularmente en zonas emergentes, informales y en conflicto. Desde la arquitectura, el urbanismo y el paisaje, se ocupa de manera transversal de la dimensión ambiental, la gestión pública y el componente social.

#### Profesores invitados

##### Josep Bohigas

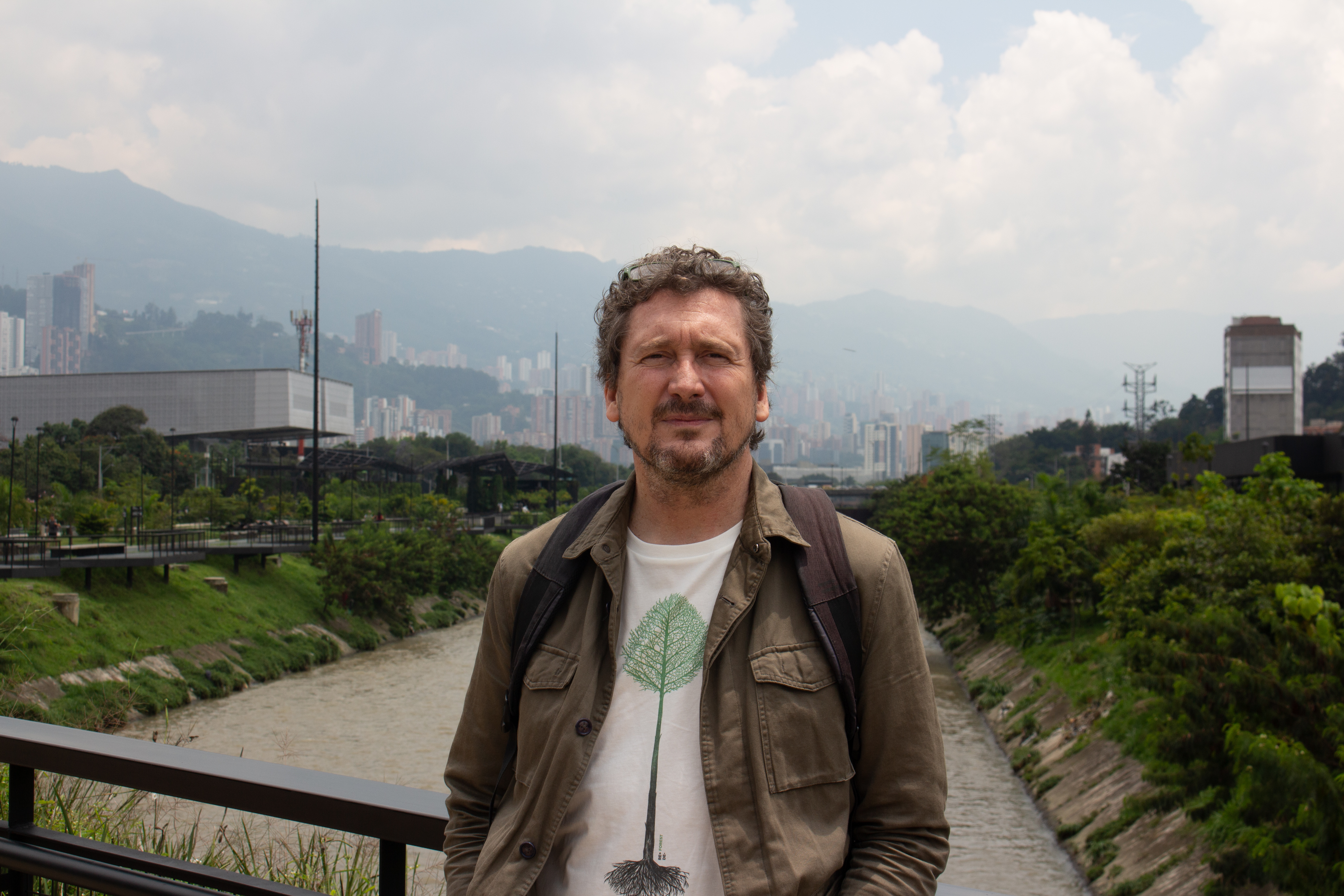
Josep Bohigas en Parques del Río, Medellín. Marzo de 2022.

Josep Bohigas ha sido profesor invitado de la Maestría Urbam en diversas ocasiones. Es arquitecto por la ETSAB (UPC), cursó su máster AAD en la Universidad de Columbia y un Master Oficial en Comunicación y Diseño por la Universidad Pompeu Fabra. Actualmente funge como director en la agencia Barcelona Regional y en la Agencia de Ecología Urbana de Barcelona. En la Maestría ha liderado varias instancias del proyecto Arquitectos de Cabecera.

### Pregrado en Diseño Urbano y Gestión del Hábitat[8]
El pregrado, que inició en 2020, busca promover el bienestar y la sostenibilidad de los territorios y las ciudades. Esto se logra a través de una metodología centrada en el trabajo colaborativo, la armonía con la naturaleza, las nuevas tecnologías y el compromiso por proponer e incidir en un mundo mejor.

## Publicaciones

### Medellín: medio ambiente, urbanismo y sociedad[9]
Editores: Michel Hermelin Arbaux, Alejandro Echeverri Restrepo y Jorge Giraldo Ramírez
El libro fundacional del Centro recoge un conocimiento sobre la ciudad desde múltiples aspectos. Expone, además, el concepto del urbanismo social, que es un eje en el trabajo de urbam. 

### BIO 2030. Plan director Medellín Valle de Aburrá[10]
BIO 2030 es una propuesta de plan director para el Área Metropolitana del Valle del Aburrá, de carácter estratégico. Él, bajo el concepto de urbanismo y planeación territorial sostenible, amplía el horizonte de planificación urbana. El texto surge a partir de una invitación de la dirección del Área Metropolitana y la Alcaldía de Medellín, mediante el Acuerdo Metropolitano 013 de 2011.

### Re habitar la ladera / Shifting ground[12]
El texto recoge un proyecto que hace parte de una de las líneas de investigación planteadas por el Plan Bio 2030. Busca ofrecer herramientas y lineamiento sobre la apuesta para desarrollar una lógica de ocupación del territorio, con la re-densificación del río y una arquitectura de ladera que permita re habitar los bordes de forma integral.

### Planes integrales municipales para Urabá[13]
La publicación intenta describir el Urabá antioqueño desde diferentes visiones: primero, se identifica el sistema de ciudades que siguen la carretera al mar y el río Atrato como ejes del territorio. Segundo, se analiza a escala regional las dinámicas del polo de desarrollo regional (Turbo- Apartadó – Carepa y Chigorodó); y tercero, se proponen Planes Municipales Integrales en cada municipio, en los que se busca identificar dinámicas de funcionamiento y aspectos a ser priorizados en la definición de proyectos a desarrollar.